# Xenobatrachus giganteus
Xenobatrachus giganteus és una espècie de granota que viu a Indonèsia.
Està amenaçada d'extinció per la pèrdua del seu hàbitat natural.